# Нікітіна Олена Валеріївна
Олена Валеріївна Нікітіна (рос. Елена Валерьевна Никитина; нар. 2 жовтня 1992, Москва, Росія) — російська скелетоністка, олімпійська медалістка, призерка чемпіонатів світу, чемпіонка Європи.
Бронзова призерка зимових Олімпійських ігор 2014 року.